# Dęborzyn

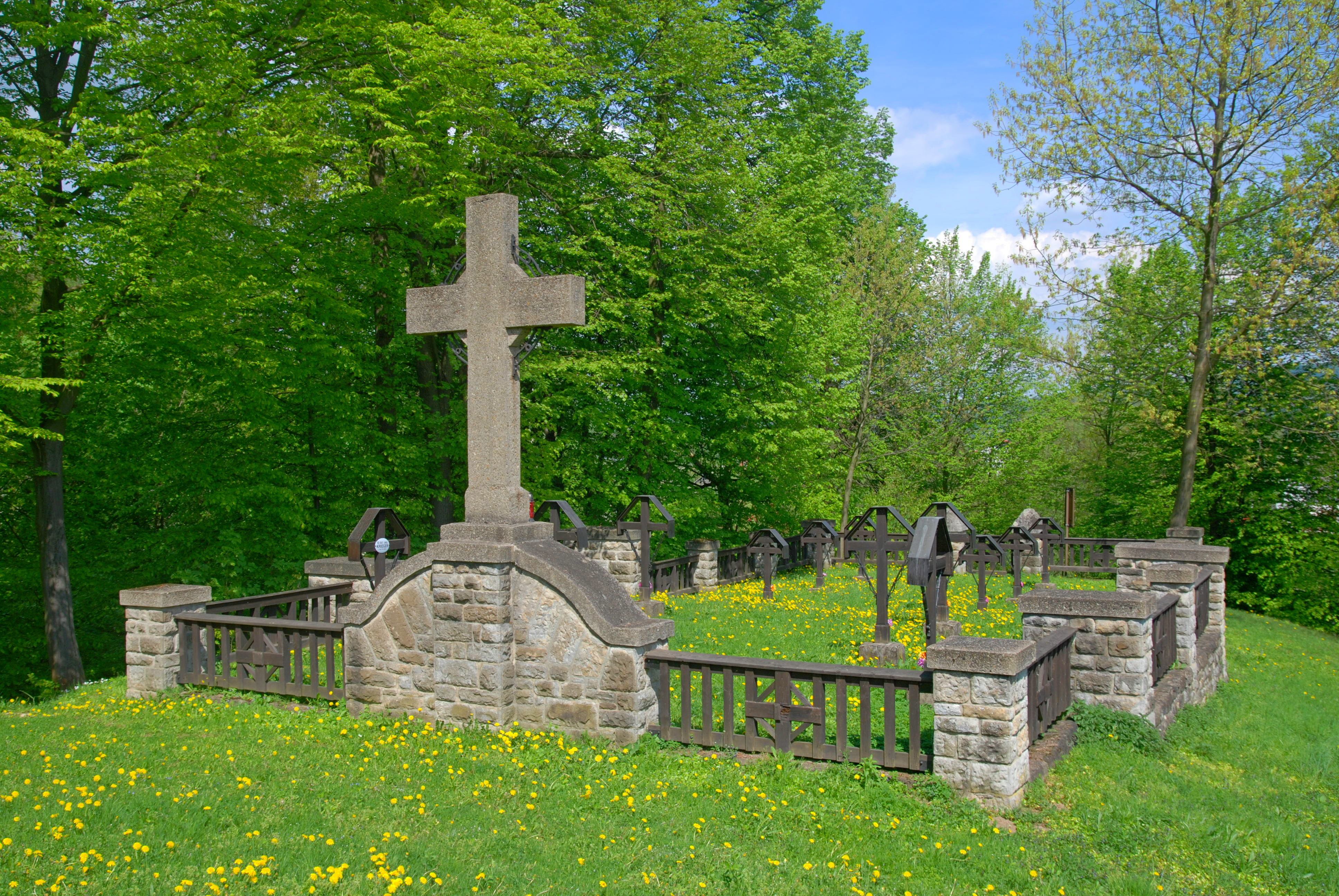
Cmentarz wojenny nr 230 w Dęborzynie

Dęborzyn – wieś w Polsce położona w województwie podkarpackim, w powiecie dębickim, w gminie Jodłowa.
| SIMC    | Nazwa       | Rodzaj    |
| ------- | ----------- | --------- |
| 0821406 | Kaputówka   | część wsi |
| 0821412 | Kawęczyn    | część wsi |
| 0821429 | Pod Buczyną | część wsi |

Był wsią w województwie sandomierskim w 1629 roku. W latach 1975–1998 miejscowość administracyjnie należała do województwa tarnowskiego.
Dęborzyn leży w dolinie potoku Jodłówka i jego dopływu Wolanki, w pobliżu ich ujścia do Wisłoki. Graniczy z Jodłową, Zagórzem, Dzwonową, Bielowami, Jaworzem Górnym i Kamienicą Dolną.
Dęborzyn (Doborin) był wzmiankowany, jako wieś należąca do posiadłości opactwa benedyktynów w Tyńcu, w dokumentach legata papieskiego Idziego z Tuskulum powstałych około 1125 roku.
W 1770 w okolicy wsi, na północno-wschodnim stoku pobliskiego wzgórza Dąbrowa (336 m n.p.m.), miała miejsce bitwa oddziału konfederatów barskich z oddziałem wojsk rosyjskich.
W 1846 czasie rzezi galicyjskiej dwór w Dęborzynie zaatakowali chłopi.
Pamiątką po walkach toczonych w okolicy w czasie I wojny światowej (głównie w 1915 roku), jest cmentarz wojenny nr 230, na którym pochowanych jest 70 żołnierzy obu walczących stron.
Ponadto w Dęborzynie znajduje się dwór z początku XIX wieku oraz dąb, będący pomnikiem przyrody.